# Spite (Metal-Band)
Spite war eine US-amerikanische Nu-Metal-Band aus Charlotte, North Carolina, die 1996 gegründet wurde und sich 2001 auflöste.

## Geschichte
Die Band wurde im Juli 1996 gegründet und bestand aus dem Sänger Chris Boone, dem Gitarristen Craig Baker, dem Bassisten Josh Pratt und dem Schlagzeuger Byron McDonald. Es folgte 1997 die Veröffentlichung des Debütalbums Heavy Whipping Cream. Zudem ging die Gruppe auf Tournee entlang der Ostküste der Vereinigten Staaten. Zudem wurde Baker durch John Crumpton ersetzt. Nachdem die Band im Juni 1998 einen Plattenvertrag bei Prosthetic Records unterzeichnet hatte, erschien hierüber im Februar 1999 das Album Bastard Complex. Hierauf ist als Gitarrist "Live Fast" Dan Young enthalten. Das Album wurde im Jahr 2000 bei Metal Blade Records wiederveröffentlicht. 2001 löste sich die Band auf, nachdem der Gitarrist Young an einer Drogen-Überdosis verstorben und kurzzeitig durch Dave Campbell ersetzt worden war.

## Stil
Steve Huey von Allmusic schrieb, dass die Musik von Spite einen aggressiven Klang hat, wobei man Einflüsse aus dem Post-Grunge, Post-Hardcore, Noise-Rock und Nu Metal beziehe. Die Band orientiere sich dabei an Gruppen wie die Deftones oder Korn. Christian Graf schrieb in seinem Nu Metal und Crossover Lexikon, dass die Band durch Death Metal, Rapcore und Korn beeinflusst wurde. Die Gruppe habe versucht die damalige Nu-Metal-Euphorie auszunutzen, jedoch sei man nicht über die "zweite Liga" herausgekommen. Joel McIver merkte in seinem Buch The Next Generation of Rock & Punk Nu Metal ebenfalls den aggressiven Klang der Musik an. Er ordnete sie dem Nu Metal zu, wobei sie an ihre Vorbilder wie Korn und Slipknot nicht herankomme.
Johnny Death von thechickenfishspeaks.com empfand in seiner Rezension die Musik von Heavy Whipping Cream als recht aggressiv. Der Gesang klinge oft stark verfremdet, wobei er einen Vergleich zu Ministry zog. Christopher J. Kelter von roughedge.com schrieb über Bastard Complex, dass hierauf durch Hardcore Punk beeinflusster Rock zu hören ist, der einen aggressiven und rohen Klang habe. Thematisch behandele man das US-amerikanische Leben und deren Kultur.

## Diskografie
- 1997: Heavy Whipping Cream (Album, Opulence! Records)
- 1999: Bastard Complex (Album, Prosthetic Records)